# Butterfly (пісня Loona)
«Butterfly» — пісня південнокорейського жіночого гурту Loona, випущена 19 лютого 2019 року як головний сингл із [X X] — перевидання мініальбому [+ +], який вийшов у 2018 році.

## Композиція
«Butterfly» — це пісня в жанрах дрім-поп, синті-поп та EDM, написана G-High з MonoTree та Джейденом Чоном, перший також є продюсером. Billboard описав «Butterfly» як «пронизану басами, синтезовану мелодію» з «відчуттям яскравої легкості та захоплюючими ритмами». Видання також звернуло увагу на різноманітні вокальні тони, які переміщуються між «автонастроєним голосінням, хрипкимм куплетами та сором’язливим репом». Щодо тексту, учасниці співають про політ, як метелик, і дозвол власним мріям летіти.

## Комерційний успіх
«Butterfly» дебютував під номером 6 у чарті World Digital Songs Sales США з 1000 проданих завантажень. Це друге потрапляння Loona в Топ-10 цього чарту та третій запис у повному складі після «Favorite», яка посіла 4 місце, та «Hi High» — 11.

## Музичне відео
Кліп на пісню знімали у Франції, Гонконгу, Китаї, США, Ісландії та Південній Кореї. Візуальний директор Loona Digipedi розповів, що вони об’їхали 5 країн на 3 континентах для «Ефектів метелика», який відображає свободу та сміливість дівчат у всьому світі. Відео містить сцени з жінками різних етнічних приналежностей, релігій і національностей з усього світу, які йдуть паралельно зі сценами з Loona, що танцює у спокійному бузковому амфітеатрі.
Станом на квітень 2024 року музичне відео «Butterfly» має 51 мільйон переглядів на YouTube.

## Критика
Ріан Дейлі з NME схвально відгукнувся про «Butterfly». Він відмітив звучання цієї пісні, яке набагато більш приглушене, ніж у інших головних синглах Loona, та поєднання «тріпотливого» синтезатора і високого пронизливого шепоту. Окремо рецензент похвалив хореографію цієї пісні, назвавши її «однією з найкрасивіших хореографій, які коли-небудь бачив K-pop».

## Нагороди
| Критик/Публікація | Список                                | Місце | Прим.  |
| ----------------- | ------------------------------------- | ----- | ------ |
| Melon             | 100 найкращих K-pop-пісень усіх часів | 69    | [ 9 ]  |
| IZM               | 10 найкращих пісень 2019 року         | Н/Д   | [ 10 ] |

## Чарти
| Чарт (2019)                              | Пікова позиція |
| ---------------------------------------- | -------------- |
| США World Digital Song Sales (Billboard) | 6              |

| Чарт (2022)                        | Пікова позиція |
| ---------------------------------- | -------------- |
| Південна Корея Завантаження (Gaon) | 107            |

## Історія виходу
| Регіон | Дата           | Формат                        | Лейбл               |
| ------ | -------------- | ----------------------------- | ------------------- |
| Різні  | 19 лютого 2019 | Цифрове завантаження стримінг | Blockberry Creative |